# 국가지원지방도 제55호선
국가지원지방도 제55호선은 전라남도 해남군 북평면 남창리 남창 교차로에서 충청남도 금산군 금산읍 상리 우체국사거리를 잇는 국가지원지방도이다.

## 역사
본래 1994년 국도 연장 및 신설 계획안에 포함되지 않은 구간이었으나 2001년 국가지원지방도 노선 지정령을 전면 개정하면서 새로 지정된 노선이다.
- 2001년 8월 25일 : 국가지원지방도 제55호선 해남 ~ 금산선으로 노선 지정[1]
- 2002년 7월 27일 : 2003년 12월까지 홍골교(나주시 봉황면 오림리 ~ 운곡리) 250m 구간 도로구역 변경[2]
- 2006년 4월 5일 : 2011년 8월까지 앵남 ~ 화순간 도로(화순군 화순읍 원화리 ~ 화순읍 대리) 확포장공사를 위해 7.54km 구간을 7.18km으로 도로구역 변경[3]
- 2006년 4월 20일 : 2014년 9월까지 송현 ~ 남평간 도로(나주시 세지면 오봉리 ~ 남평읍 남평리) 확포장공사를 위해 18.48km 구간을 17.3km으로 도로구역 변경[4]
- 2012년 4월 27일 : 2013년 5월까지 강진 개나지구(강진군 도암면 석문리) 개량공사를 위해 250m 구간 도로구역 변경[5]
- 2012년 6월 20일 : 2015년 6월까지 강진 도암지구(강진군 도암면 석문리 ~ 향촌리) 개량공사를 위해 860m 구간 도로구역 변경[6]
- 2012년 9월 28일 : 송현 ~ 남평간 도로 중 남평오거리 ~ 산제 교차로(나주시 남평읍 남평리 ~ 다도면 산제리) 3.8km 구간 확장 개통[7]
- 2013년 1월 15일 : 2020년 2월까지 세지 ~ 송현간 도로(나주시 세지면 오봉리 ~ 봉황면 죽석리) 확포장공사를 위해 6.8km 구간 도로구역 변경[8]
- 2014년 2월 3일 : 앵남 ~ 화순간 도로, 송현 ~ 남평간 도로 공사기간을 2016년 12월까지로 연기[9]
- 2014년 3월 17일 : 앵남 ~ 화순간 도로(화순군 화순읍 앵남리 ~ 대리) 2.33km 구간 및 땀재터널(360m) 확장 개통[10]
- 2015년 2월 16일 : 화순 ~ 앵남간 도로(화순군 화순읍 앵남리 ~ 계소리) 3.4km 구간 개통[11]
- 2015년 9월 15일 : 화순 ~ 앵남간 도로(화순군 화순읍 계소리 ~ 대리) 2.4km 구간 확장 개통[12], 기존 화순군 화순읍 앵남리 ~ 계소리 2.1km 구간 폐지[13]
- 2015년 9월 23일 : 송현 ~ 남평간 도로 중 일부(나주시 산포면 산제리 ~ 신도리) 2.2km 구간 확장 개통[14]
- 2015년 12월 10일 : 2016년 이후 지사교(해냠군 북일면 신월리) 개축공사를 위해 200m 구간 도로구역 변경, 2016년 이후 영광교(강진군 신전면 영관리) 개축공사를 위해 360m 구간 도로구역 변경[15]
- 2015년 12월 31일 : 송현 ~ 남평간 도로 중 일부 신도 교차로 ~ 유곡 교차로(나주시 산포면 신도리 ~ 봉황면 유곡리) 1.8km 구간 확장 개통[16]
- 2016년 1월 7일 : 송현 ~ 남평간 도로 개통으로 기존 유곡 교차로 ~ 교원 교차로(나주시 봉황면 유곡리 ~ 남평읍 교원리 6.3km 구간 폐지[17]
- 2016년 6월 17일 : 완주군 동상면 대아리 우암교 790m 구간 재가설 개통, 기존 210m 구간 폐지[18]
- 2016년 7월 13일 : 기존 국도 제29호선과 중복되는 전라남도 담양군 담양읍 ~ 전라북도 순창군 쌍치면 구간을 노선 지정에서 해제하고 지방도 제792호선 및 순창군을 경유하는 구간으로 노선 변경. 이에 따라 총 연장이 269.0km에서 279.2km로 연장.[19]
- 2016년 9월 8일 : 송현 ~ 남평간 도로 중 송현 교차로 ~ 유곡 교차로(나주시 봉황면 죽석리 ~ 유곡리) 3.1km 구간 확장 개통[20]
- 2017년 1월 20일 : 계곡 ~ 신덕간 도로(완주군 구이면 백여리 ~ 임실군 신덕면 신흥리) 5.64km 구간 확장 개통, 기존 소금바위재(완주군 구이면 백여리 ~ 임실군 신덕면 삼길리) 7.1km 구간 폐지[21]
- 2017년 12월 22일 : 세지 ~ 송현간 도로(나주시 세지면 오봉리 덕림 교차로 ~ 봉황면 송현리 송현 교차로) 6.3km 구간 확장 개통[22]
- 2018년 1월 11일 : 세지 ~ 송현간 도로 개통에 따라 기존 나주시 봉황면 덕림리 ~ 죽석리 6.2km 구간 노선 폐지[23]
- 2018년 12월 28일 : 쌍치 ~ 산내간 도로(순창군 쌍치면 쌍계리 220m 구간과 순창군 쌍치면 금성리 ~ 오봉리 720m 구간, 정읍시 산내면 매죽리 ~ 능교리 1.76km 구간) 총 2.7km 구간 확장 개통, 기존 순창군 쌍치면 오봉리 180m 구간과 정읍시 산내면 매죽리 ~ 능교리 2.8km 구간 폐지[24]

## 주요 경유지
전라남도
- 해남군 (북평면 - 북일면) - 강진군 (신전면 - 도암면 - 강진읍 - 군동면) - 장흥군 (장흥읍 - 부산면 - 유치면) - 영암군 금정면 - 나주시 (세지면 - 봉황면 - 산포면 - 다도면 - 산포면 - 남평읍) - 화순군 화순읍

광주광역시
- 동구 (선교동 - 내남동 - 월남동 - 소태동 - 용산동 - 소태동 - 학동 - 서석동 - 동명동 - 지산동 - 산수동) - 북구 (풍향동 - 우산동 - 두암동 - 각화동 - 문흥동 - 장등동 - 망월동)

전라남도
- 담양군 (고서면 - 봉산면 - 무정면 - 담양읍 - 금성면)

전북특별자치도
- 순창군 (금과면 - 팔덕면 - 순창읍 - 팔덕면 - 구림면 - 쌍치면) - 정읍시 (산내면 - 칠보면 - 산외면) - 완주군 구이면 - 임실군 (신덕면 - 신평면 - 관촌면) - 진안군 (성수면 - 마령면 - 진안읍 - 부귀면) - 완주군 (소양면 - 동상면) - 진안군 주천면

충청남도
- 금산군 (남이면 - 남일면 - 남이면 - 금산읍)

## 노선

### 전라남도(광주광역시이남 지역)
| 이름                                      | 접속 노선                                           | 소재지                    | 소재지                                                       | 비고                                                   |
| ----------------------------------------- | --------------------------------------------------- | ------------------------- | ------------------------------------------------------------ | ------------------------------------------------------ |
| 남창 교차로                               | 국도 제13호선 (땅끝대로) 국도 제77호선 (땅끝해안로) | 해남군                    | 북평면                                                       | 시점                                                   |
| 남창사거리                                | 현산북평로                                          | 해남군                    | 북평면                                                       |                                                        |
| 북평면남창리 교차로                       | 달량진길                                            | 해남군                    | 북평면                                                       |                                                        |
| 동해교                                    |                                                     | 해남군                    | 북평면                                                       |                                                        |
| 쇄노재                                    |                                                     | 해남군                    | 북평면                                                       |                                                        |
|                                           | 북일면                                              | 해남군                    |                                                              |                                                        |
| 지사교                                    |                                                     | 해남군                    |                                                              |                                                        |
| 신월리                                    | 장고봉로 만월길                                     | 해남군                    |                                                              |                                                        |
| 북일초등학교                              |                                                     | 해남군                    |                                                              |                                                        |
| 북일초교앞 교차로                         | 지방도 제827호선 (오소재로)                         | 해남군                    |                                                              |                                                        |
| 배다리교                                  |                                                     | 해남군                    |                                                              |                                                        |
| 북일면장수리 교차로                       | 신전로                                              | 해남군                    |                                                              |                                                        |
| 영광교                                    |                                                     | 강진군                    | 신전면                                                       |                                                        |
| 신전초등학교                              | 신전대월길                                          | 강진군                    | 신전면                                                       |                                                        |
| 신전면소재지 교차로                       | 신전로 신전중앙길                                   | 강진군                    | 신전면                                                       |                                                        |
| 수양교                                    | 수양길                                              | 강진군                    | 신전면                                                       |                                                        |
| 도암면소재지 교차로                       | 지방도 제819호선 (월곶로) 도암중앙로                | 강진군                    | 도암면                                                       | 지방도 제819호선과 중복                                |
| 항촌2교                                   |                                                     | 강진군                    | 도암면                                                       | 지방도 제819호선과 중복                                |
| 도암면항촌리 교차로                       | 도암중앙로 봉황로                                   | 강진군                    | 도암면                                                       | 지방도 제819호선과 중복                                |
| 도암면석문리 교차로                       | 다산로                                              | 강진군                    | 도암면                                                       | 지방도 제819호선과 중복                                |
| 석문2교 석문1교                           |                                                     | 강진군                    | 도암면                                                       | 지방도 제819호선과 중복                                |
| 계라 교차로                               | 국도 제18호선 지방도 제819호선 (강진서부로)         | 강진군                    | 도암면                                                       | 지방도 제819호선과 중복 국도 제18호선과 중복           |
| 신천 교차로                               | 해강로                                              | 강진군                    | 도암면                                                       | 국도 제18호선과 중복 해남 방면만 진출입 가능           |
| 임천교                                    |                                                     | 강진군                    | 강진읍                                                       | 국도 제18호선과 중복                                   |
| 호산 교차로                               | 덕남로                                              | 강진군                    | 강진읍                                                       | 국도 제18호선과 중복                                   |
| 신성2교                                   |                                                     | 강진군                    | 강진읍                                                       | 국도 제18호선과 중복                                   |
| 평동 교차로                               | 국도 제2호선 (녹색로) 지방도 제829호선 (보은로)     | 강진군                    | 강진읍                                                       | 국도 제2, 18호선과 중복                                |
| 남포 교차로                               | 남당로 남포길                                       | 강진군                    | 강진읍                                                       | 국도 제2, 18호선과 중복                                |
| 목리1교                                   |                                                     | 강진군                    | 강진읍                                                       | 국도 제2, 18호선과 중복                                |
|                                           | 군동면                                              | 강진군                    |                                                              | 국도 제2, 18호선과 중복                                |
| 목리 교차로                               | 국도 제23호선 (청자로)                              | 강진군                    |                                                              | 국도 제2, 18호선과 중복                                |
| 탐진교                                    |                                                     | 강진군                    |                                                              | 국도 제2, 18호선과 중복                                |
| 군동 교차로                               | 석교로 군동평리길                                   | 강진군                    |                                                              | 국도 제2, 18호선과 중복                                |
| 금강1교                                   |                                                     | 강진군                    |                                                              | 국도 제2, 18호선과 중복                                |
| 평창교                                    |                                                     | 강진군                    |                                                              | 국도 제2, 18호선과 중복                                |
|                                           | 장흥군                                              | 장흥읍                    |                                                              | 국도 제2, 18호선과 중복                                |
| 탐진2교                                   | 장흥군                                              | 장흥읍                    |                                                              | 국도 제2, 18호선과 중복                                |
| 순지 교차로                               | 장흥군                                              | 장흥읍                    | 국도 제2호선 국도 제18호선 (녹색로) 국도 제23호선 (장흥대로) | 국도 제2, 18호선과 중복 국도 제23호선과 중복           |
| 순지삼거리                                | 장흥군                                              | 장흥읍                    | 진흥로                                                       | 국도 제23호선과 중복                                   |
| 장흥남초등학교                            | 장흥군                                              | 장흥읍                    |                                                              | 국도 제23호선과 중복                                   |
| 충열삼거리                                | 장흥군                                              | 장흥읍                    | 지방도 제835호선 (장강로)                                    | 국도 제23호선과 중복                                   |
| 장흥공설운동장                            | 장흥군                                              | 장흥읍                    |                                                              | 국도 제23호선과 중복                                   |
| 신남외리삼거리                            | 장흥군                                              | 장흥읍                    | 칠거리예양로                                                 | 국도 제23호선과 중복                                   |
| 장흥대교                                  | 장흥군                                              | 장흥읍                    |                                                              | 국도 제23호선과 중복                                   |
| 건산5구삼거리                             | 장흥군                                              | 장흥읍                    | 홍성로 평화신기1길                                           | 국도 제23호선과 중복                                   |
| 장흥교사거리                              | 장흥군                                              | 장흥읍                    | 동교로 장흥로 칠거리예양로                                   | 국도 제23호선과 중복                                   |
| 건산7구삼거리                             | 장흥군                                              | 장흥읍                    | 북부로                                                       | 국도 제23호선과 중복                                   |
| 장흥3교                                   | 장흥군                                              | 장흥읍                    |                                                              | 국도 제23호선과 중복                                   |
| 행원리                                    | 장흥군                                              | 장흥읍                    | 산단로                                                       | 국도 제23호선과 중복                                   |
| 잣두삼거리                                | 장흥군                                              | 장흥읍                    | 동교로                                                       | 국도 제23호선과 중복                                   |
| 장흥 나들목 (장흥IC 교차로)               | 장흥군                                              | 장흥읍                    | 10호선 남해고속도로                                          | 국도 제23호선과 중복                                   |
| 부산교                                    | 장흥군                                              | 장흥읍                    |                                                              | 국도 제23호선과 중복                                   |
|                                           | 장흥군                                              | 부산면                    |                                                              | 국도 제23호선과 중복                                   |
| 부산사거리                                | 장흥군                                              | 내안구룡길 지동1길        |                                                              | 국도 제23호선과 중복                                   |
| 부산육교 유양육교                         | 장흥군                                              |                           |                                                              | 국도 제23호선과 중복                                   |
| 심천삼거리                                | 장흥군                                              | 심천공원길 유량양촌2길    |                                                              | 국도 제23호선과 중복                                   |
| 심천교                                    | 장흥군                                              |                           |                                                              | 국도 제23호선과 중복                                   |
| 지천삼거리                                | 장흥군                                              | 지천길                    |                                                              | 국도 제23호선과 중복                                   |
| 지천교                                    | 장흥군                                              |                           |                                                              | 국도 제23호선과 중복                                   |
| 지천터널                                  | 장흥군                                              |                           | 국도 제23호선과 중복 연장 935m                               |                                                        |
| 지천터널                                  | 장흥군                                              | 유치면                    | 국도 제23호선과 중복 연장 935m                               |                                                        |
| 늑룡삼거리                                | 장흥군                                              | 지방도 제820호선 (피재로) | 국도 제23호선과 중복                                         |                                                        |
| 늑룡교 덕산교                             | 장흥군                                              |                           | 국도 제23호선과 중복                                         |                                                        |
| 마정삼거리                                | 장흥군                                              | 마정길                    | 국도 제23호선과 중복                                         |                                                        |
| 신풍삼거리                                | 장흥군                                              | 신풍신덕로 유치로         | 국도 제23호선과 중복                                         |                                                        |
| 조양교                                    | 장흥군                                              |                           | 국도 제23호선과 중복                                         |                                                        |
| 반월리                                    | 장흥군                                              | 유치로                    | 국도 제23호선과 중복 상행 진출 불가 하행 진입 불가           |                                                        |
| 관동 교차로                               | 장흥군                                              | 밤재로                    | 국도 제23호선과 중복                                         |                                                        |
| 연소리                                    | 평촌길                                              | 영암군                    | 국도 제23호선과 중복                                         | 금정면                                                 |
| 남송삼거리                                | 남송길 내산길                                       | 영암군                    | 국도 제23호선과 중복                                         | 금정면                                                 |
| 입석교 금정초등학교 영암금정중학교        |                                                     | 영암군                    | 국도 제23호선과 중복                                         | 금정면                                                 |
| 용흥삼거리                                | 지방도 제819호선 (여운재로)                         | 영암군                    | 국도 제23호선과 중복                                         | 금정면                                                 |
| 금정 나들목                               | 255호선 강진광주고속도로                            | 영암군                    | 국도 제23호선과 중복                                         | 금정면                                                 |
| 석산삼거리                                | 신금로                                              | 영암군                    | 국도 제23호선과 중복                                         | 금정면                                                 |
| 금대 교차로                               | 양와길                                              | 영암군                    | 국도 제23호선과 중복                                         | 금정면                                                 |
| 감산교                                    |                                                     | 영암군                    | 국도 제23호선과 중복                                         | 금정면                                                 |
| 화동 교차로                               | 성산덕산길 성산화동길                               | 나주시                    | 국도 제23호선과 중복                                         | 세지면                                                 |
| 오봉 교차로                               | 동창로                                              | 나주시                    | 국도 제23호선과 중복                                         | 세지면                                                 |
| 세지터널                                  |                                                     | 나주시                    | 국도 제23호선과 중복 상행 연장 366m 하행 연장 358m           | 세지면                                                 |
| 세지1교 세지2교                           |                                                     | 나주시                    | 국도 제23호선과 중복                                         | 세지면                                                 |
| 세지 교차로                               | 국도 제23호선 (영나로) 지방도 제820호선 (지평로)    | 나주시                    | 국도 제23호선과 중복 지방도 제820호선과 중복                 | 세지면                                                 |
| 덕림 교차로                               | 덕림학림길                                          | 나주시                    | 봉황면                                                       | 지방도 제820호선과 중복                                |
| 연봉 교차로 (봉황면덕림리 교차로)         | 지방도 제820호선 (덕룡로) 세남로 덕림학림길         | 나주시                    | 봉황면                                                       | 지방도 제820호선과 중복                                |
| 홍골교                                    |                                                     | 나주시                    | 봉황면                                                       |                                                        |
| 운곡 교차로                               | 마음길                                              | 나주시                    | 봉황면                                                       |                                                        |
| 월봉 교차로                               | 세남로                                              | 나주시                    | 봉황면                                                       |                                                        |
| 죽석 교차로                               | 지방도 제818호선 (봉황농공단지길) 세남로            | 나주시                    | 봉황면                                                       | 지방도 제818호선과 중복                                |
| 철천 교차로                               | 세남로 죽석길 철야1길                               | 나주시                    | 봉황면                                                       | 지방도 제818호선과 중복                                |
| 철천교                                    |                                                     | 나주시                    | 봉황면                                                       | 지방도 제818호선과 중복                                |
| 문현 교차로                               | 세남로 문현길                                       | 나주시                    | 봉황면                                                       | 지방도 제818호선과 중복                                |
| 영산교                                    |                                                     | 나주시                    | 봉황면                                                       | 지방도 제818호선과 중복                                |
| 송현 교차로                               | 지방도 제818호선 (금봉로)                           | 나주시                    | 봉황면                                                       | 지방도 제818호선과 중복                                |
| 유곡교                                    |                                                     | 나주시                    | 봉황면                                                       |                                                        |
| 유곡 교차로                               | 세남로 박실길 옥산유곡길                            | 나주시                    | 봉황면                                                       |                                                        |
| 신도교                                    |                                                     | 나주시                    | 산포면                                                       |                                                        |
| 신도 교차로                               | 혁신로                                              | 나주시                    | 산포면                                                       |                                                        |
| 도래 교차로                               | 다도로 세남로                                       | 나주시                    | 다도면                                                       |                                                        |
| 도래교 산제교                             |                                                     | 나주시                    | 산포면                                                       |                                                        |
| 산제 교차로 (매화교)                      | 송림산제길                                          | 나주시                    | 산포면                                                       |                                                        |
| 방축 교차로 (방축교)                      | 등수평야길                                          | 나주시                    | 산포면                                                       |                                                        |
| 방축 교차로 (방축교)                      | 등수평야길                                          | 나주시                    | 남평읍                                                       |                                                        |
| 교원 교차로                               | 세남로 교원교촌길                                   | 나주시                    |                                                              |                                                        |
| 산포교                                    |                                                     | 나주시                    |                                                              |                                                        |
| 남평 교차로 (남평오거리)                  | 지방도 제822호선 (지석로) 산남로                    | 나주시                    |                                                              |                                                        |
| 남평교                                    |                                                     | 나주시                    |                                                              |                                                        |
| 남평교사거리                              | 산남로 회재로                                       | 나주시                    |                                                              |                                                        |
| 신금사거리                                | 동촌로                                              | 나주시                    |                                                              |                                                        |
| 중앙교 교차로                             | 남평1로                                             | 나주시                    |                                                              |                                                        |
| 남평초등학교 광촌분교(폐교) 광촌교 남평역 |                                                     | 나주시                    |                                                              |                                                        |
| 앵남교                                    |                                                     | 화순군                    | 화순읍                                                       |                                                        |
| 화순읍앵남리 교차로                       | 지방도 제817호선 (지강로)                           | 화순군                    | 화순읍                                                       | 지방도 제817호선과 중복                                |
| 앵남역 도립전남학숙                       |                                                     | 화순군                    | 화순읍                                                       | 지방도 제817호선과 중복                                |
| 앵남리                                    | 지방도 제817호선 (지강로)                           | 화순군                    | 화순읍                                                       | 지방도 제817호선과 중복                                |
| 앵남교 도덕교                             |                                                     | 화순군                    | 화순읍                                                       |                                                        |
| 땀재터널                                  |                                                     | 화순군                    | 화순읍                                                       | 연장 360m                                              |
| 도웅 교차로                               |                                                     | 화순군                    | 화순읍                                                       |                                                        |
| 웅곡교                                    |                                                     | 화순군                    | 화순읍                                                       |                                                        |
| 오성 교차로                               | 정곡로 계량길                                       | 화순군                    | 화순읍                                                       |                                                        |
| 화순역 화순오성초등학교                   |                                                     | 화순군                    | 화순읍                                                       |                                                        |
| 대리2 교차로                              | 국도 제22호선 국도 제29호선 (화보로)                | 화순군                    | 화순읍                                                       | 국도 제22, 29호선과 중복                               |
| 대리1교                                   | 대동길 한고을길                                     | 화순군                    | 화순읍                                                       | 국도 제22, 29호선과 중복                               |
| 교리 나들목                               | 서양로 쌍충로                                       | 화순군                    | 화순읍                                                       | 국도 제22, 29호선과 중복 상행 진출 불가 하행 진입 불가 |
| 너릿재터널                                |                                                     | 화순군                    | 화순읍                                                       | 국도 제22호선과 중복 상행 연장 760m 하행 연장 770m     |

기존 구간 (2018년 이전 노선)
- 나주시 동창터미널 - 봉황면덕림리 교차로 - 봉황면철천리 교차로 - 봉황면죽석리 교차로 - 봉황면송현리 교차로

기존 구간 (2015년 이전 노선)
- 나주시 봉황면송현리 교차로 - 유곡교 - 신도삼거리 - 산포면원옥동 교차로 - 전라남도산림자원연구소 - 나주이화학교 - 산제삼거리 - 전라남도농업기술원 - 팔마아파트앞 교차로 - 교원삼거리 - 남평오거리

### 광주광역시
| 이름                                                           | 접속 노선                                                   | 소재지     | 소재지 | 비고                                                    |
| -------------------------------------------------------------- | ----------------------------------------------------------- | ---------- | ------ | ------------------------------------------------------- |
| 신너릿재터널                                                   |                                                             | 광주광역시 | 동구   | 국도 제22, 29호선과 중복 상행 연장 760m 하행 연장 770m  |
| 선교교 내남교                                                  |                                                             | 광주광역시 | 동구   | 국도 제22, 29호선과 중복                                |
| 내지 교차로                                                    | 남문로                                                      | 광주광역시 | 동구   | 국도 제22, 29호선과 중복                                |
| 동화운수                                                       |                                                             | 광주광역시 | 동구   | 국도 제22, 29호선과 중복                                |
| 지원 교차로                                                    | 제2순환로                                                   | 광주광역시 | 동구   | 국도 제22, 29호선과 중복                                |
| 소태역 교차로 (소태역시외버스정류소)                           | 지원로 남문로587번길                                        | 광주광역시 | 동구   | 국도 제22, 29호선과 중복                                |
| 지원1동 행정복지센터 동구문화센터 원지교                       |                                                             | 광주광역시 | 동구   | 국도 제22, 29호선과 중복                                |
| 원지교 교차로                                                  | 중심천로 광주광역시도 제12호선 (천변우로)                   | 광주광역시 | 동구   | 국도 제22, 29호선과 중복                                |
| 학동삼거리 (학동·증심사입구역)                                 | 의재로 남문로701번길                                        | 광주광역시 | 동구   | 국도 제22, 29호선과 중복                                |
| 학동시외버스정류소                                             |                                                             | 광주광역시 | 동구   | 국도 제22, 29호선과 중복                                |
| 남광주 교차로 (남광주역)                                       | 국도 제22호선 국가지원지방도 제60호선 (대남대로)            | 광주광역시 | 동구   | 국도 제22, 29호선과 중복 국가지원지방도 제60호선과 중복 |
| 조선대입구 (조선대학교)                                        | 서남로                                                      | 광주광역시 | 동구   | 국도 제29호선과 중복 국가지원지방도 제60호선과 중복     |
| 지산사거리                                                     | 동명로                                                      | 광주광역시 | 동구   | 국도 제29호선과 중복 국가지원지방도 제60호선과 중복     |
| 산수오거리                                                     | 광주광역시도 제4호선 (경양로) 광주광역시도 제5호선 (무등로) | 광주광역시 | 동구   | 국도 제29호선과 중복 국가지원지방도 제60호선과 중복     |
| 두암지구입구 교차로                                            | 갈마로                                                      | 광주광역시 | 동구   | 국도 제29호선과 중복 국가지원지방도 제60호선과 중복     |
| 풍향삼거리                                                     | 군왕로                                                      | 광주광역시 | 북구   | 국도 제29호선과 중복 국가지원지방도 제60호선과 중복     |
| 광주교육대학교                                                 |                                                             | 광주광역시 | 북구   | 국도 제29호선과 중복 국가지원지방도 제60호선과 중복     |
| 서방사거리                                                     | 서암대로 중앙로                                             | 광주광역시 | 북구   | 국도 제29호선과 중복 국가지원지방도 제60호선과 중복     |
| 서방삼거리                                                     | 서양로                                                      | 광주광역시 | 북구   | 국도 제29호선과 중복 국가지원지방도 제60호선과 중복     |
| 동강대학교 광주동신중학교 광주동신고등학교 우산동 행정복지센터 |                                                             | 광주광역시 | 북구   | 국도 제29호선과 중복 국가지원지방도 제60호선과 중복     |
| 말바우사거리                                                   | 서방로                                                      | 광주광역시 | 북구   | 국도 제29호선과 중복 국가지원지방도 제60호선과 중복     |
| 문화동시외버스정류장                                           |                                                             | 광주광역시 | 북구   | 국도 제29호선과 중복 국가지원지방도 제60호선과 중복     |
| 무등도서관사거리                                               | 면양로                                                      | 광주광역시 | 북구   | 국도 제29호선과 중복 국가지원지방도 제60호선과 중복     |
| 홈플러스 동광주점                                              |                                                             | 광주광역시 | 북구   | 국도 제29호선과 중복 국가지원지방도 제60호선과 중복     |
| 문흥지구입구 교차로                                            | 서하로                                                      | 광주광역시 | 북구   | 국도 제29호선과 중복 국가지원지방도 제60호선과 중복     |
| 동광주 나들목 (문화사거리)                                     | 25호선 호남고속도로 각화대로                                | 광주광역시 | 북구   | 국도 제29호선과 중복 국가지원지방도 제60호선과 중복     |
| 광주농산물도매시장                                             | 동문대로248번길                                             | 광주광역시 | 북구   | 국도 제29호선과 중복 국가지원지방도 제60호선과 중복     |
| 광주화물터미널                                                 | 동문대로266번길                                             | 광주광역시 | 북구   | 국도 제29호선과 중복 국가지원지방도 제60호선과 중복     |
| 문흥동                                                         | 군왕로 오문로                                               | 광주광역시 | 북구   | 국도 제29호선과 중복 국가지원지방도 제60호선과 중복     |
| 도선사입구                                                     | 도동로                                                      | 광주광역시 | 북구   | 국도 제29호선과 중복 국가지원지방도 제60호선과 중복     |
| 도동고개                                                       |                                                             | 광주광역시 | 북구   | 국도 제29호선과 중복 국가지원지방도 제60호선과 중복     |
| 망월교                                                         |                                                             | 광주광역시 | 북구   | 국도 제29호선과 중복 국가지원지방도 제60호선과 중복     |

### 전라남도(광주광역시이북 지역)
| 이름                          | 접속 노선                                                                                                | 소재지 | 소재지                                                                                  | 비고                                                |
| ----------------------------- | --- | ------ | --------------------------------------------------------------------------------------- | --------------------------------------------------- |
| 망월교                        | | 담양군 | 고서면                                                                                  | 국도 제29호선과 중복 국가지원지방도 제60호선과 중복 |
| (보촌대교 남단)               | 국가지원지방도 제60호선 (창평현로)                                                                       | 담양군 | 고서면                                                                                  | 국도 제29호선과 중복 국가지원지방도 제60호선과 중복 |
| 보촌대교                      | | 담양군 | 고서면                                                                                  | 국도 제29호선과 중복                                |
| 원강 교차로                   | 지방도 제887호선 (가사문학로)                                                                            | 담양군 | 고서면                                                                                  | 국도 제29호선과 중복 지방도 제887호선과 중복        |
| 유산 교차로                   | 송강정로                                                                                                 | 담양군 | 고서면                                                                                  | 국도 제29호선과 중복 지방도 제887호선과 중복        |
| 유산교                        | | 담양군 | 고서면                                                                                  | 국도 제29호선과 중복 지방도 제887호선과 중복        |
|                               | 봉산면                                                                                                   | 담양군 |                                                                                         | 국도 제29호선과 중복 지방도 제887호선과 중복        |
| 연동 교차로                   | 지방도 제887호선 (면양정로)                                                                              | 담양군 |                                                                                         | 국도 제29호선과 중복 지방도 제887호선과 중복        |
| 기곡 교차로                   | 창평로                                                                                                   | 담양군 | 국도 제29호선과 중복                                                                    |                                                     |
| 제월 교차로                   | 영천성도길 제월길                                                                                        | 담양군 | 국도 제29호선과 중복                                                                    | 무정면                                              |
| 제월교                        | | 담양군 | 국도 제29호선과 중복                                                                    | 무정면                                              |
|                               | 담양읍                                                                                                   | 담양군 | 국도 제29호선과 중복                                                                    |                                                     |
| 반룡리                        | 도고길 용주길                                                                                            | 담양군 | 국도 제29호선과 중복                                                                    |                                                     |
| 담양 나들목 (담양공고 교차로) | 12호선 광주대구고속도로                                                                                  | 담양군 | 국도 제29호선과 중복                                                                    |                                                     |
| 담양공업고등학교              | | 담양군 | 국도 제29호선과 중복                                                                    |                                                     |
| 백동사거리                    | 국도 제24호선 (죽향문화로) 국도 제13호선 국도 제15호선 국가지원지방도 제15호선 지방도 제887호선 (무정로) | 담양군 | 국도 제13, 15, 24, 29호선과 중복 국가지원지방도 제15호선과 중복 지방도 제887호선과 중복 |                                                     |
| 담양읍삼거리                  | 국도 제13호선 국도 제15호선 국도 제29호선 국가지원지방도 제15호선 지방도 제887호선 (중앙로)              | 담양군 | 국도 제13, 15, 24, 29호선과 중복 국가지원지방도 제15호선과 중복 지방도 제887호선과 중복 |                                                     |
| 남촌 교차로                   | 남촌길                                                                                                   | 담양군 | 국도 제24호선과 중복                                                                    |                                                     |
| 석당간 교차로                 | 추성로                                                                                                   | 담양군 | 국도 제24호선과 중복                                                                    |                                                     |
| 학동 교차로                   | 메타세쿼이아로 죽향문화로                                                                                | 담양군 | 국도 제24호선과 중복                                                                    |                                                     |
| 금월 교차로                   | 메타세쿼이아로                                                                                           | 담양군 | 국도 제24호선과 중복 상행 진입 불가 하행 진출 불가                                      |                                                     |
| 가사천교                      | | 담양군 | 금성면                                                                                  | 국도 제24호선과 중복                                |
| 대곡 교차로                   | 담양88로                                                                                                 | 담양군 | 금성면                                                                                  | 국도 제24호선과 중복                                |
| 대곡터널                      | | 담양군 | 금성면                                                                                  | 국도 제24호선과 중복 연장 240m                      |
| 봉서 교차로 (비와천교)        | 비내동길                                                                                                 | 담양군 | 금성면                                                                                  | 국도 제24호선과 중복                                |
| 시장천교                      | | 담양군 | 금성면                                                                                  | 국도 제24호선과 중복                                |
| 덕성 교차로                   | 덕성시목길                                                                                               | 담양군 | 금성면                                                                                  | 국도 제24호선과 중복                                |

기존 구간 (2016년 이전 노선)
- 담양군 동운삼거리 - 담양공용버스터미널 - 중파사거리 - 담양동초등학교	- 신남정사거리 - 향교교 - 담양종합체육관 - 전남도립대학교 - 죽녹원 - 죽녹원후문 교차로 - 담양에코하이테크농공단지 - 장천교 - 추성교 - 추성삼거리 - 용면사무소 - 도림리 - 추월산터널 - 담양호국민관광단지 - 작은부래기재 - 용치교 - 용치삼거리 - 천치재

### 전북특별자치도

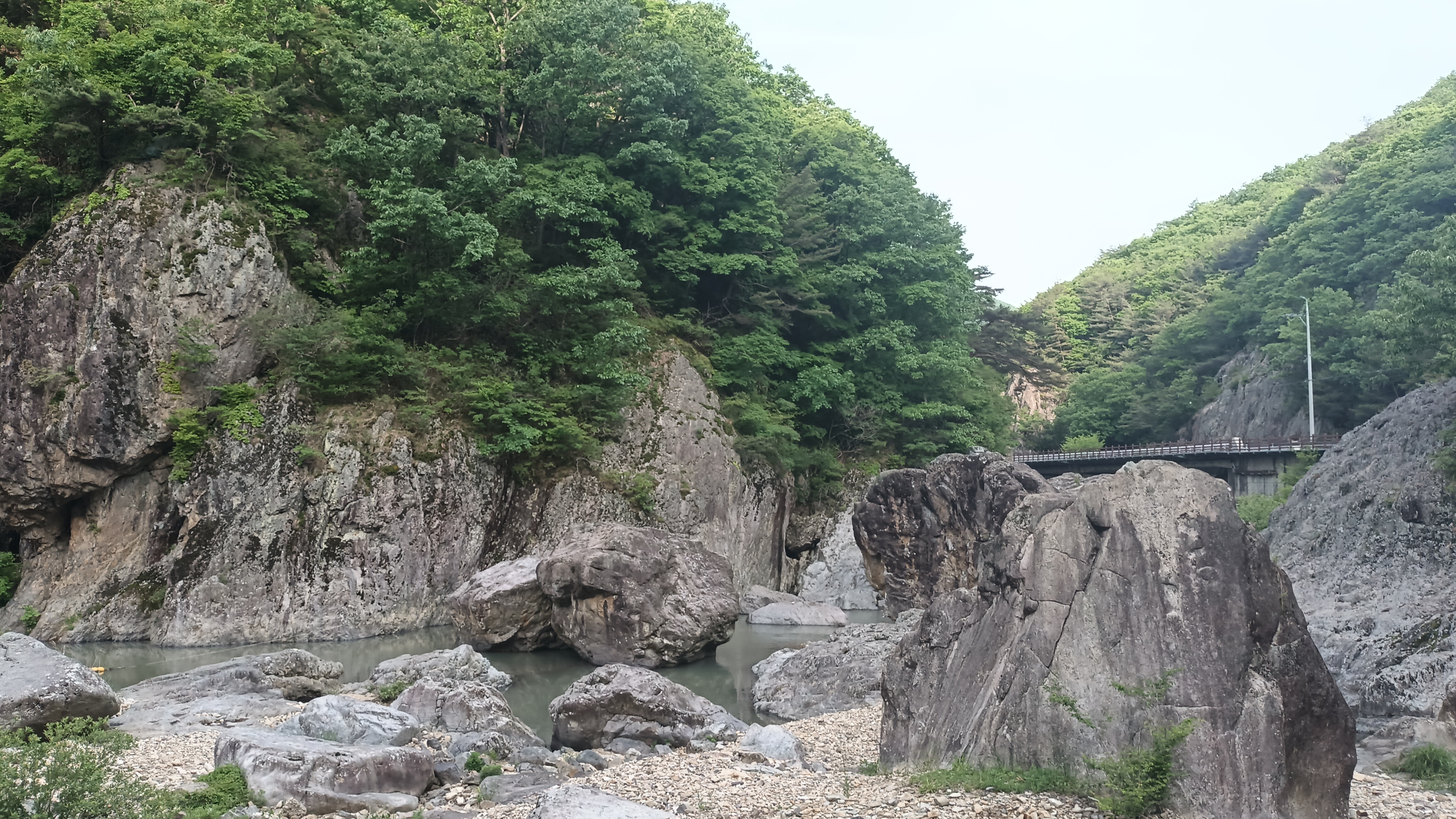
진안무주 국가지질공원 운일암반일암 산성화산암류

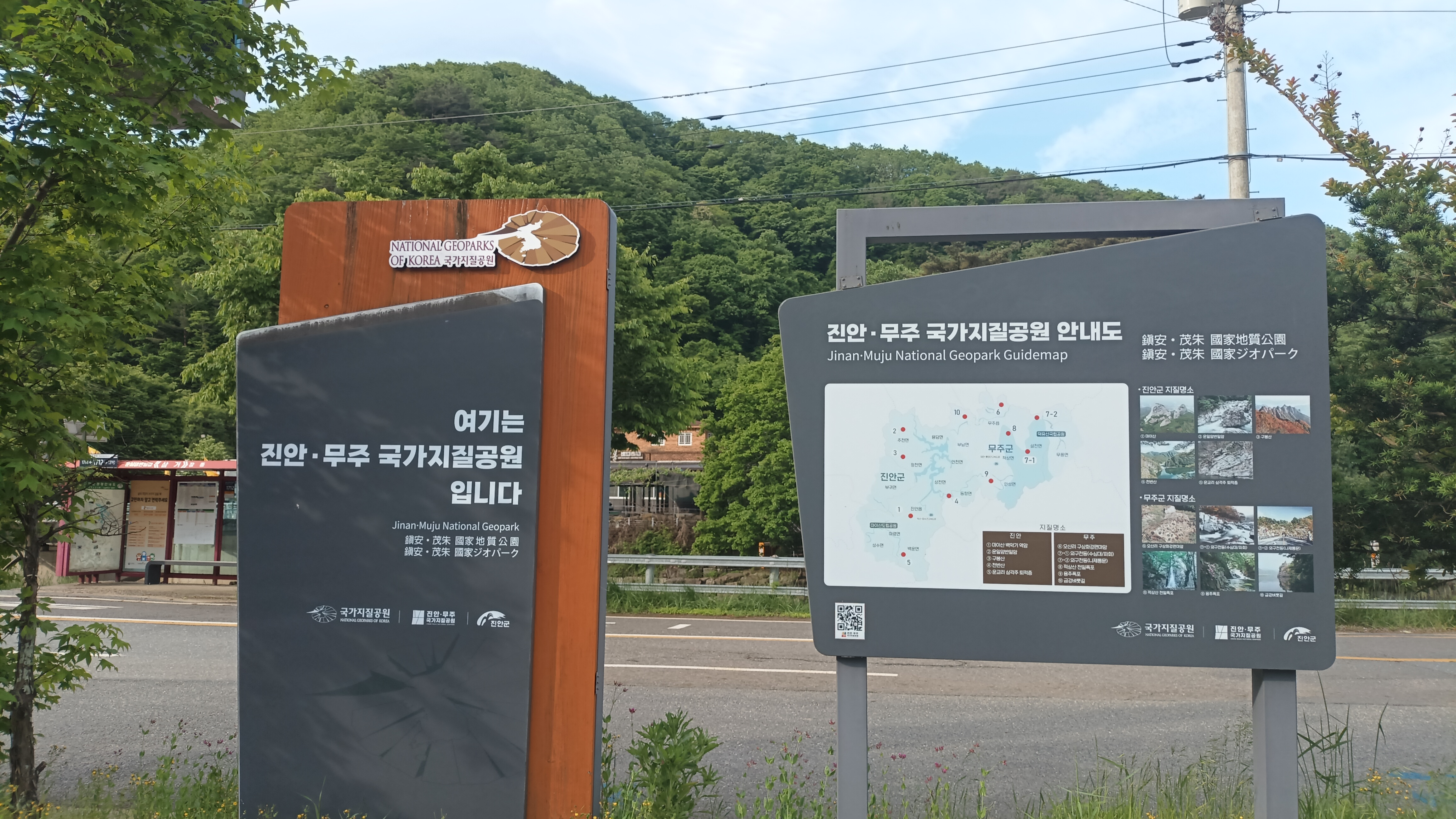
진안무주 국가지질공원 운일암반일암

| 이름                                                           | 접속 노선                                                        | 소재지                        | 소재지                                                       | 비고                                                |
| -------------------------------------------------------------- | ---------------------------------------------------------------- | ----------------------------- | ------------------------------------------------------------ | --------------------------------------------------- |
| 영월교                                                         |                                                                  | 순창군                        | 금과면                                                       | 국도 제24호선과 중복                                |
| 방축 교차로 (방축교)                                           | 지방도 제730호선 (금풍로)                                        | 순창군                        | 금과면                                                       | 국도 제24호선과 중복                                |
| 고례교                                                         | 광덕로                                                           | 순창군                        | 금과면                                                       | 국도 제24호선과 중복 하행 진출만 가능               |
| 금과골프장                                                     |                                                                  | 순창군                        | 금과면                                                       | 국도 제24호선과 중복                                |
| 송정 교차로                                                    | 매송로 송정길                                                    | 순창군                        | 금과면                                                       | 국도 제24호선과 중복                                |
| 고추장단지 교차로                                              | 국도 제24호선 (담순로) 민속마을길                                | 순창군                        | 순창읍                                                       | 국도 제24호선과 중복                                |
| 백산 교차로                                                    | 지방도 제729호선 (아미로) (장류로)                               | 순창군                        | 순창읍                                                       | 지방도 제792호선과 중복                             |
| 구룡교                                                         |                                                                  | 순창군                        | 팔덕면                                                       | 지방도 제792호선과 중복                             |
| 구룡 교차로                                                    | 월곡로                                                           | 순창군                        | 팔덕면                                                       | 지방도 제792호선과 중복                             |
| 용산교                                                         | 구항길                                                           | 순창군                        | 팔덕면                                                       | 지방도 제792호선과 중복                             |
| 용산리                                                         | 팔덕로                                                           | 순창군                        | 팔덕면                                                       | 지방도 제792호선과 중복                             |
| 팔덕초등학교 팔덕면사무소                                      |                                                                  | 순창군                        | 팔덕면                                                       | 지방도 제792호선과 중복                             |
| 강천사입구 교차로                                              | 강천산길                                                         | 순창군                        | 팔덕면                                                       | 지방도 제792호선과 중복                             |
| (상리입구)                                                     | 자양로                                                           | 순창군                        | 구림면                                                       | 지방도 제792호선과 중복                             |
| 월정삼거리                                                     | 국도 제21호선 (구림로)                                           | 순창군                        | 구림면                                                       | 국도 제21호선과 중복 지방도 제792호선과 중복        |
| 오정자삼거리                                                   | 지방도 제792호선 (강천로)                                        | 순창군                        | 구림면                                                       | 국도 제21호선과 중복 지방도 제792호선과 중복        |
| 운북삼거리                                                     | 장암길                                                           | 순창군                        | 구림면                                                       | 국도 제21호선과 중복                                |
| 월정교                                                         |                                                                  | 순창군                        | 구림면                                                       | 국도 제21호선과 중복                                |
| 운북교                                                         | 운항길                                                           | 순창군                        | 구림면                                                       | 국도 제21호선과 중복                                |
| 밤재                                                           |                                                                  | 순창군                        | 구림면                                                       | 국도 제21호선과 중복                                |
|                                                                | 쌍치면                                                           | 순창군                        |                                                              | 국도 제21호선과 중복                                |
| 양사교                                                         |                                                                  | 순창군                        |                                                              | 국도 제21호선과 중복                                |
| 쌍계2교                                                        | 석동암로                                                         | 순창군                        |                                                              | 국도 제21호선과 중복                                |
| 쌍계1교                                                        |                                                                  | 순창군                        |                                                              | 국도 제21호선과 중복                                |
| 쌍치사거리                                                     | 국도 제21호선 (밤재로) 쌍계로                                    | 순창군                        | 국도 제21호선과 중복 지방도 제715호선과 중복                 |                                                     |
| 무너미고개                                                     |                                                                  | 순창군                        | 지방도 제715호선과 중복                                      |                                                     |
| 금성교                                                         | 피노길                                                           | 순창군                        | 지방도 제715호선과 중복                                      |                                                     |
| 매죽사거리                                                     | 청정로 매대길                                                    | 정읍시                        | 지방도 제715호선과 중복                                      | 산내면                                              |
| 옥천교                                                         |                                                                  | 정읍시                        | 지방도 제715호선과 중복                                      | 산내면                                              |
| 구절초터널                                                     |                                                                  | 정읍시                        | 지방도 제715호선과 중복 연장 380m                            | 산내면                                              |
| 망경대교                                                       |                                                                  | 정읍시                        | 지방도 제715호선과 중복                                      | 산내면                                              |
| 구절초삼거리                                                   | 청정로                                                           | 정읍시                        | 지방도 제715호선과 중복                                      | 산내면                                              |
| 산내사거리                                                     | 국도 제30호선 (태산로) 지방도 제715호선 (청정로)                 | 정읍시                        | 국도 제30호선과 중복                                         | 산내면                                              |
| 구절재                                                         |                                                                  | 정읍시                        | 국도 제30호선과 중복                                         | 산내면                                              |
|                                                                | 칠보면                                                           | 정읍시                        | 국도 제30호선과 중복                                         |                                                     |
| 복호삼거리                                                     | 산외로                                                           | 정읍시                        | 국도 제30호선과 중복                                         |                                                     |
| 칠보교                                                         |                                                                  | 정읍시                        | 국도 제30호선과 중복                                         |                                                     |
| 시산 교차로                                                    | 국도 제30호선 (태산로) 국가지원지방도 제49호선 (정읍완주간 도로) | 정읍시                        | 국도 제30호선과 중복 국가지원지방도 제49호선과 중복          |                                                     |
| 쌍정교                                                         |                                                                  | 정읍시                        | 국가지원지방도 제49호선과 중복                               |                                                     |
| 쌍정교                                                         | 산외면                                                           | 정읍시                        | 국가지원지방도 제49호선과 중복                               |                                                     |
| 신배교                                                         |                                                                  | 정읍시                        | 국가지원지방도 제49호선과 중복                               |                                                     |
| 신촌 교차로                                                    | 산외로                                                           | 정읍시                        | 국가지원지방도 제49호선과 중복                               |                                                     |
| 용두 교차로                                                    | 빗재로                                                           | 정읍시                        | 국가지원지방도 제49호선과 중복                               |                                                     |
| 산외1교                                                        |                                                                  | 정읍시                        | 국가지원지방도 제49호선과 중복                               |                                                     |
| 산외 교차로                                                    | 지방도 제715호선 (종운로) 상용길                                 | 정읍시                        | 국가지원지방도 제49호선과 중복 지방도 제715호선과 중복       |                                                     |
| 도원 교차로                                                    | 산외로 원정1길                                                   | 정읍시                        | 국가지원지방도 제49호선과 중복 지방도 제715호선과 중복       |                                                     |
| 화죽2교                                                        |                                                                  | 정읍시                        | 국가지원지방도 제49호선과 중복 지방도 제715호선과 중복       |                                                     |
| (이름 없음)                                                    | 지방도 제715호선 (상두1길)                                       | 정읍시                        | 국가지원지방도 제49호선과 중복 지방도 제715호선과 중복       |                                                     |
| 사가 교차로                                                    | 산외로                                                           | 정읍시                        | 국가지원지방도 제49호선과 중복                               |                                                     |
| 화정 교차로                                                    | 산외로 죽동길                                                    | 정읍시                        | 국가지원지방도 제49호선과 중복                               |                                                     |
| 엄계 교차로                                                    | 산외로                                                           | 정읍시                        | 국가지원지방도 제49호선과 중복                               |                                                     |
| 엄재터널                                                       |                                                                  | 정읍시                        | 국가지원지방도 제49호선과 중복 상행 연장 580m 하행 연장 570m |                                                     |
| 엄재터널                                                       |                                                                  | 완주군                        | 국가지원지방도 제49호선과 중복 상행 연장 580m 하행 연장 570m | 구이면                                              |
| 신정 교차로                                                    | 산외로                                                           | 완주군                        | 국가지원지방도 제49호선과 중복                               | 구이면                                              |
| 상용 교차로                                                    | 국도 제27호선 (모악로)                                           | 완주군                        | 국도 제27호선과 중복 국가지원지방도 제49호선과 중복          | 구이면                                              |
| 백여1교 백여2교 백여3교                                        |                                                                  | 완주군                        | 국도 제27호선과 중복 국가지원지방도 제49호선과 중복          | 구이면                                              |
| 백여 교차로                                                    | 국도 제27호선 (모악로) 구이로                                    | 완주군                        | 국도 제27호선과 중복 국가지원지방도 제49호선과 중복          | 구이면                                              |
| 정자 교차로                                                    | 지방도 제714호선 (계안로) 구이로                                 | 완주군                        | 국가지원지방도 제49호선과 중복                               | 구이면                                              |
| 대덕1교 대덕2교 대덕3교                                        |                                                                  | 완주군                        | 국가지원지방도 제49호선과 중복                               | 구이면                                              |
| 계곡터널                                                       |                                                                  | 완주군                        | 국가지원지방도 제49호선과 중복 연장 870m                     | 구이면                                              |
| 계곡터널                                                       |                                                                  | 임실군                        | 국가지원지방도 제49호선과 중복 연장 870m                     | 신덕면                                              |
| 외량1교 외량2교                                                |                                                                  | 임실군                        | 국가지원지방도 제49호선과 중복                               | 신덕면                                              |
| 외량 교차로                                                    | 신덕평로 삼길1길                                                 | 임실군                        | 국가지원지방도 제49호선과 중복                               | 신덕면                                              |
| 외량3교 신흥1교                                                |                                                                  | 임실군                        | 국가지원지방도 제49호선과 중복                               | 신덕면                                              |
| 신흥 교차로                                                    | 지방도 제749호선 (불재로)                                        | 임실군                        | 국가지원지방도 제49호선과 중복 지방도 제749호선과 중복       | 신덕면                                              |
| 희망교                                                         |                                                                  | 임실군                        | 국가지원지방도 제49호선과 중복 지방도 제749호선과 중복       | 신덕면                                              |
| 삼길삼거리                                                     | 지방도 제749호선 (신덕평로)                                      | 임실군                        | 국가지원지방도 제49호선과 중복 지방도 제749호선과 중복       | 신덕면                                              |
| 수헌제2교                                                      |                                                                  | 임실군                        | 국가지원지방도 제49호선과 중복                               | 신덕면                                              |
| 밤재                                                           |                                                                  | 임실군                        | 국가지원지방도 제49호선과 중복                               | 신덕면                                              |
| 원천 교차로                                                    | 지방도 제745호선 (석등슬치로)                                    | 임실군                        | 국가지원지방도 제49호선과 중복                               | 신평면                                              |
| 원천교 상천교                                                  |                                                                  | 임실군                        | 국가지원지방도 제49호선과 중복                               | 신평면                                              |
| 상천 교차로                                                    | 가덕로                                                           | 임실군                        | 국가지원지방도 제49호선과 중복                               | 신평면                                              |
| 호암 교차로                                                    | 호암2길                                                          | 임실군                        | 국가지원지방도 제49호선과 중복                               | 신평면                                              |
| 두류 교차로                                                    | 호암3길                                                          | 임실군                        | 국가지원지방도 제49호선과 중복                               | 신평면                                              |
| 대창교                                                         |                                                                  | 임실군                        | 국가지원지방도 제49호선과 중복                               | 신평면                                              |
| 창인 교차로                                                    | 창인로                                                           | 임실군                        | 국가지원지방도 제49호선과 중복                               | 신평면                                              |
| 대리 교차로                                                    | 대리로                                                           | 임실군                        | 국가지원지방도 제49호선과 중복                               | 신평면                                              |
| 제2오원교                                                      |                                                                  | 임실군                        | 국가지원지방도 제49호선과 중복                               | 신평면                                              |
|                                                                | 관촌면                                                           | 임실군                        | 국가지원지방도 제49호선과 중복                               |                                                     |
| 병암지하차도 교차로 (관촌역)                                   | 국도 제17호선 (춘향로)                                           | 임실군                        | 국도 제17호선과 중복 국가지원지방도 제49호선과 중복          |                                                     |
| 사선육교                                                       |                                                                  | 임실군                        | 국도 제17호선과 중복 국가지원지방도 제49호선과 중복          |                                                     |
| 병암삼거리                                                     | 국도 제17호선 (춘향로)                                           | 임실군                        | 국도 제17호선과 중복 국가지원지방도 제49호선과 중복          |                                                     |
| 좌산교                                                         |                                                                  | 임실군                        | 국가지원지방도 제49호선과 중복                               |                                                     |
| 좌산교                                                         |                                                                  | 진안군                        | 국가지원지방도 제49호선과 중복                               | 성수면                                              |
| 좌산리                                                         | 지방도 제721호선 (사선2길)                                       | 진안군                        | 국가지원지방도 제49호선과 중복 지방도 제721호선과 중복       | 성수면                                              |
| 좌산초등학교(폐교)                                             |                                                                  | 진안군                        | 국가지원지방도 제49호선과 중복 지방도 제721호선과 중복       | 성수면                                              |
| 좌산삼거리                                                     | 지방도 제721호선 (성백로)                                        | 진안군                        | 국가지원지방도 제49호선과 중복 지방도 제721호선과 중복       | 성수면                                              |
| 진성중학교 성수면사무소                                        |                                                                  | 진안군                        | 국가지원지방도 제49호선과 중복                               | 성수면                                              |
| 외궁 교차로                                                    | 외좌로                                                           | 진안군                        | 국가지원지방도 제49호선과 중복                               | 성수면                                              |
| 마령 교차로                                                    | 서평로 서비산길                                                  | 진안군                        | 국가지원지방도 제49호선과 중복                               | 마령면                                              |
| 월운 교차로                                                    | 지방도 제745호선 (관마로)                                        | 진안군                        | 국가지원지방도 제49호선과 중복                               | 마령면                                              |
| 월운2교                                                        |                                                                  | 진안군                        | 국가지원지방도 제49호선과 중복                               | 마령면                                              |
| 월운터널                                                       |                                                                  | 진안군                        | 국가지원지방도 제49호선과 중복 연장 405m                     | 마령면                                              |
| 신덕교                                                         |                                                                  | 진안군                        | 국가지원지방도 제49호선과 중복                               | 마령면                                              |
| 신덕 교차로                                                    | 고분제로                                                         | 진안군                        | 국가지원지방도 제49호선과 중복                               | 마령면                                              |
| 안방 교차로                                                    | 널티로                                                           | 진안군                        | 국가지원지방도 제49호선과 중복                               | 마령면                                              |
| 연장 교차로                                                    | 국도 제26호선 (전진로)                                           | 진안군                        | 진안읍                                                       | 국도 제26호선과 중복 국가지원지방도 제49호선과 중복 |
| 세동2교 세동1교                                                |                                                                  | 진안군                        | 부귀면                                                       | 국도 제26호선과 중복 국가지원지방도 제49호선과 중복 |
| 서판사거리                                                     | 모래재로                                                         | 진안군                        | 부귀면                                                       | 국도 제26호선과 중복 국가지원지방도 제49호선과 중복 |
| 부귀 교차로                                                    | 국가지원지방도 제49호선 (귀상로)                                 | 진안군                        | 부귀면                                                       | 국도 제26호선과 중복 국가지원지방도 제49호선과 중복 |
| 거석2교                                                        |                                                                  | 진안군                        | 부귀면                                                       | 국도 제26호선과 중복                                |
| 거석사거리                                                     | 부귀로                                                           | 진안군                        | 부귀면                                                       | 국도 제26호선과 중복                                |
| 거석1교 봉암교                                                 |                                                                  | 진안군                        | 부귀면                                                       | 국도 제26호선과 중복                                |
| 봉암 교차로                                                    | 부귀로 운장로 소태정길                                           | 진안군                        | 부귀면                                                       | 국도 제26호선과 중복                                |
| 보룡고개                                                       |                                                                  | 진안군                        | 부귀면                                                       | 국도 제26호선과 중복                                |
|                                                                | 완주군                                                           | 소양면                        |                                                              | 국도 제26호선과 중복                                |
| 화심리                                                         | 완주군                                                           | 소양면                        | 모래재로                                                     | 국도 제26호선과 중복 상행 진출 불가 하행 진입 불가  |
| 화심 교차로 (화심교)                                           | 완주군                                                           | 소양면                        | 국도 제26호선 (전진로) 지방도 제749호선 (상관소양로)         | 국도 제26호선과 중복 지방도 제749호선과 중복        |
| 율치                                                           | 완주군                                                           | 소양면                        |                                                              | 지방도 제749호선과 중복                             |
| 율치                                                           | 완주군                                                           | 동상면                        |                                                              | 지방도 제749호선과 중복                             |
| 밤티교 동상면사무소 신월교                                     | 완주군                                                           |                               |                                                              | 지방도 제749호선과 중복                             |
| 신월삼거리                                                     | 완주군                                                           | 지방도 제732호선 (대아저수로) | 지방도 제749호선과 중복 지방도 제732호선과 중복              |                                                     |
| 용연교 신성교 신성1교 편암교                                   | 완주군                                                           |                               | 지방도 제732호선과 중복                                      |                                                     |
| 피암목재                                                       | 완주군                                                           |                               | 지방도 제732호선과 중복                                      |                                                     |
|                                                                | 진안군                                                           | 주천면                        | 지방도 제732호선과 중복                                      |                                                     |
| 처사교                                                         | 진안군                                                           | 주천면                        | 지방도 제732호선과 중복                                      |                                                     |
| 내처삼거리                                                     | 진안군                                                           | 주천면                        | 지방도 제732호선과 중복                                      | 내처사길 중사길                                     |
| 학선교 진솔대안학교 중리교                                     | 진안군                                                           | 주천면                        | 지방도 제732호선과 중복                                      |                                                     |
| 대불삼거리 운일암반일암                                        | 진안군                                                           | 주천면                        | 지방도 제732호선과 중복                                      | 무릉로                                              |
| 운일교 반일교                                                  | 진안군                                                           | 주천면                        |                                                              | 지방도 제732호선과 중복 상행 전용                   |
| 주천삼거리                                                     | 진안군                                                           | 주천면                        | 지방도 제725호선 (정주천로)                                  | 지방도 제732호선과 중복                             |
| 주천면사무소 주천정류소 주천초등학교 주천중학교 미적교 용덕1교 | 진안군                                                           | 주천면                        |                                                              |                                                     |
| 용덕리                                                         | 진안군                                                           | 주천면                        | 대촌길                                                       |                                                     |

- 기존 구간 (2011년 이전 노선)
  - 정읍시 시산 교차로 - 칠보교 - 복호삼거리 - 행단교 - 산외터미널 - 산외면사무소 - 산외교 - 산외사거리 - 화죽교 - 사가 교차로 - 화죽교 - 화정 교차로 - 엄재
  - 완주군 엄재 - 신정삼거리
- 기존 구간 (2016년 7월 13일 이전 노선)
  - 순창군 천치재 - 답동삼거리 - 치재 - 금평교 - 쌍갈매삼거리 - 쌍치정류소 - 쌍치사거리

### 충청남도
| 이름                       | 접속 노선                               | 소재지 | 소재지 | 비고                                         |
| -------------------------- | --------------------------------------- | ------ | ------ | -------------------------------------------- |
| 구석리                     |                                         | 금산군 | 남이면 |                                              |
| 흑암교                     |                                         | 금산군 | 남이면 |                                              |
| 흑암삼거리                 | 지방도 제635호선 (보석사로)             | 금산군 | 남이면 | 지방도 제635호선과 중복                      |
| 용수목삼거리               | 국도 제13호선 지방도 제635호선 (금산로) | 금산군 | 남일면 | 지방도 제635호선과 중복 국도 제13호선과 중복 |
| 신천사거리                 | 봉황로 신천길                           | 금산군 | 남일면 | 국도 제13호선과 중복                         |
| 석동교                     |                                         | 금산군 | 남이면 | 국도 제13호선과 중복                         |
| 석동삼거리                 | 보석사로                                | 금산군 | 남이면 | 국도 제13호선과 중복                         |
| 금산군종합운동장           | 황풍로                                  | 금산군 | 금산읍 | 국도 제13호선과 중복                         |
| 하옥사거리                 | 삼풍로                                  | 금산군 | 금산읍 | 국도 제13호선과 중복                         |
| 상하옥사거리               | 비단로                                  | 금산군 | 금산읍 | 국도 제13호선과 중복                         |
| 금산중앙초등학교 제1상옥교 |                                         | 금산군 | 금산읍 | 국도 제13호선과 중복                         |
| 우체국사거리               | 국가지원지방도 제68호선 (인삼로)        | 금산군 | 금산읍 | 종점 국도 제13호선과 중복                    |

## 도로명
전라남도
- 해남군 북평면 남창 교차로 ~ 강진군 도암면 계라 교차로 : 백도로
- 강진군 도암면 계라 교차로 ~ 강진읍 평동 교차로 : 강진서부로
- 강진군 강진읍 평동 교차로 ~ 장흥군 장흥읍 순지 교차로 : 녹색로
- 장흥군 장흥읍 순지 교차로 ~ 유치면 반월리 : 장흥대로
- 영암군 금정면 연소리 ~ 나주시 세지면 세지 교차로 : 영나로
- 나주시 세지면 세지 교차로 ~ 남평읍 남평오거리 : 지평로
- 나주시 남평읍 남평오거리 ~ 남평교사거리 : 산남로
- 나주시 남평읍 남평교사거리 ~ 화순군 화순읍 화순읍앵남리 교차로 : 동촌로
- 화순군 화순읍 화순읍앵남리 교차로 ~ 앵남리 : 지강로
- 화순군 화순읍 앵남리 ~ 대리2 교차로 : 오성로
- 화순군 화순읍 대리2 교차로 ~ 너릿재터널 : 화보로

광주광역시
- 동구 너릿재터널 ~ 남광주 교차로 : 남문로
- 동구 남광주 교차로 ~ 북구 서방사거리 : 필문대로
- 북구 서방사거리 ~ 망월교 : 동문대로

전라남도
- 담양군 고서면 망월교 ~ 금성면 덕성리 : 죽향대로

전북특별자치도
- 순창군 금과면 방축리 ~ 송정 교차로 : 죽향대로
- 순창군 금과면 송정 교차로 ~ 순창읍 고추장단지 교차로 : 담순로
- 순창군 순창읍 고추장단지 교차로 ~ 백산 교차로 : 장류로
- 순창군 순창읍 백산 교차로 ~ 구림면 오정자삼거리 : 강천로
- 순창군 구림면 오정자삼거리 ~ 쌍치면 쌍치사거리 : 밤재로
- 순창군 쌍치면 쌍치사거리 ~ 정읍시 산내면 산내사거리 : 청정로
- 정읍시 산내면 산내사거리 ~ 칠보면 시산 교차로 : 태산로
- 정읍시 칠보면 시산 교차로 ~ 완주군 구이면 상용 교차로 : 정읍 ~ 완주간 도로
- 완주군 구이면 상용 교차로 ~ 백여 교차로 : 모악로
- 완주군 구이면 백여 교차로 ~ 정자 교차로 : 구이로
- 완주군 구이면 정자 교차로 ~ 임실군 신덕면 신흥 교차로 : 계곡 ~ 신덕간 도로
- 임실군 신덕면 신흥 교차로 ~ 삼길삼거리 : 불재로
- 임실군 신덕면 삼길삼거리 ~ 관촌면 병암지하차도 교차로 : 신덕평로
- 임실군 관촌면 병암지하차도 교차로 ~ 병암삼거리 : 춘향로
- 임실군 관촌면 병암삼거리 ~ 진안군 진안읍 연장 교차로 : 관진로
- 진안군 진안읍 연장 교차로 ~ 완주군 소양면 화심 교차로 : 전진로
- 완주군 소양면 화심 교차로 ~ 동상면 신월삼거리 : 동상로
- 완주군 동상면 신월삼거리 ~ 진안군 주천면 용덕리 : 동상주천로

충청남도
- 금산군 남이면 구석리 ~ 흑암삼거리 : 보석사로
- 금산군 남이면 흑암삼거리 ~ 용수목삼거리 : 십이폭포로
- 금산군 남이면 용수목삼거리 ~ 금산읍 우체국사거리 : 금산로